# 蓋苗
盖苗（1290年—1347年），字耘夫，大名元城（今河北大名县南）人，元朝政治人物。
元仁宗延祐五年（1318年）中进士第，授为济宁路单州判官，判决积案，为灾民请赈。担任礼部主事，擢升为江南行台监察御史。元文宗天历初年，入朝为监察御史，谏阻毁建康民居为佛寺。后任太禧宗禋院都事，奉中书省命巡视黄河，回朝说河口淤塞，不治将成大患。朝廷不能采纳。元顺帝至正初年，后为亳州知州，修筑学宫，修整州廨。至正三年（1343年），为户部侍郎。次年，由都水监转任刑部尚书，出为山东廉访使，上救荒弭盗十二事。召为参议中书省事。至正五年（1345年），出为陕西行台侍御史，转任陕西行省参知政事。至正六年（1346年），入朝为治书侍御史，升侍御史，拜中书参知政事、同知经筵事。为时宰所不满，因直言敢谏，得罪权相，出为甘肃行省左丞，转任陕西行御史台中丞，辞官还乡里。五十八岁去世。追封魏国公，谥号文献。